# 飛行爆弾

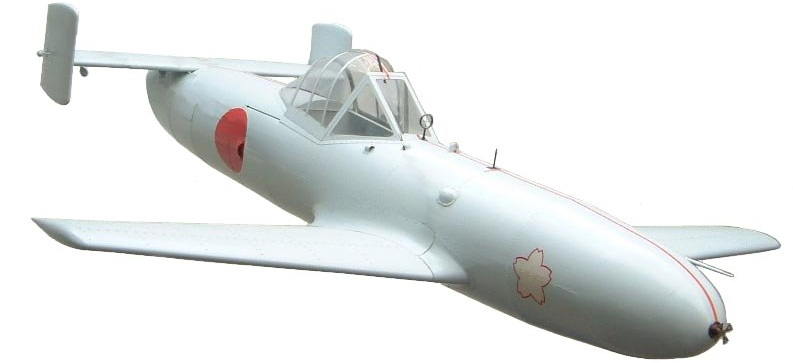
桜花

飛行爆弾 （ひこうばくだん、Flying bomb）は、大きな弾頭を持つ無人飛行物体または小型の航空機を指し、今日の巡航ミサイルの前駆をなすものである。爆撃機との相違は、爆撃機が爆弾を投下した後に基地に帰還して再度任務に就くものであるのに対し、飛行爆弾は自ら目標に突入し、それにより自らをも破壊するという点である。
飛行爆弾として主に言及されるのは、第二次世界大戦における2種類の兵器、ドイツのV1飛行爆弾と、日本の桜花である。V1は無人だったが、桜花はパイロットを乗せた特攻兵器であった。
「飛行爆弾（flying bomb）」という語は今日ではあまり用いられず、この定義に該当する兵器は「巡航ミサイル（cruise missile）」と呼ばれるのが一般的である。

## 歴史

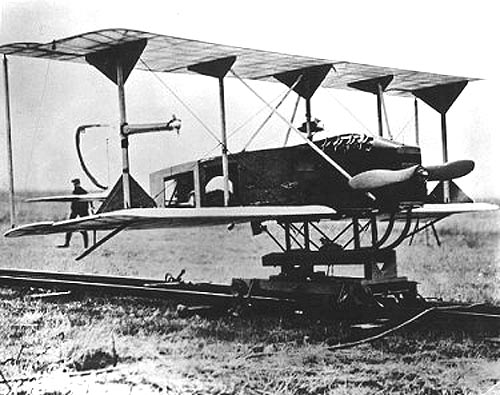
テスト中のヒューイット・スペリー自動飛行機（1918年）

飛行爆弾（アメリカ海軍では「空中魚雷（aerial torpedo）」とも呼ばれた）製造の最初の試みは1916年にエルマー・スペリーによって行われたもので、「ヒューイット・スペリー自動飛行機（Hewitt-Sperry Automatic Airplane）」と呼ばれ、カーチスN-9水上機に搭載された。この試みはカーチスによる特別な設計「カーチス・スペリー飛行爆弾」に発展したが、全くの失敗に終わった。
アメリカ陸軍も第一次世界大戦中に飛行爆弾「ケタリング・バグ」の開発を試みたが、戦争が終わるまでに完成させることはできなかった。
飛行爆弾で最も有名な例はドイツのV1である。V1のほとんどは第二次世界大戦中の1944年にロンドンを目標として使用された。

## 種類
飛行爆弾には動力の有るものと無いもの、操縦されるものとそうでないものとがあるが、第二次世界大戦時に作られたアメリカ海軍のバットやドイツのBV 246、フリッツX等の無動力のものは「滑空爆弾」と呼んで区別される。
飛行爆弾がミサイルと異なるのは長距離飛行するために翼を備えているという点で、それに対してミサイルは弾道飛行を行うように発射され、目標に達するまで揚力を必要としない。
2000年代からはロケットモーターで加速した後、切り離した弾頭を目標まで超音速で滑空させる兵器の研究が行われている。